# Opuntia megarrhiza
Opuntia megarrhiza är en kaktusväxtart som beskrevs av Joseph Nelson Rose. Opuntia megarrhiza ingår i släktet fikonkaktusar, och familjen kaktusväxter. Inga underarter finns listade i Catalogue of Life.